# Patrick Gaudy
Patrick Gaudy (Bergen, 9 maart 1977 – Mont-Saint-Guibert, 10 maart 2015) was een Belgisch veldrijder en mountainbiker. 

## Carrière
Gaudy begon zijn carrière als mountainbiker. Pas vanaf 2010 schakelde hij over naar het veldrijden. In de eerste seizoenen reed hij enkele verre ereplaatsen bij elkaar. In het seizoen 2013-2014 won hij twee wedstrijden: in Hoegaarden en Contern. In 2014 werd hij vice-Belgisch kampioen bij de elites zonder contract. Gaudy was de enige Waalse veldrijder die op dit niveau meekon. Hij had de pech de Belgische nationaliteit te bezitten. Volgens zijn ranking zou hij voor elk land geselecteerd geraken, behalve voor België. In zijn laatste seizoen 2014-2015 behaalde hij brons op het Belgisch kampioenschap veldrijden 2015 voor elites zonder contract. Op de zware Koppenbergcross werd Gaudy elfde.
Op 10 maart 2015 werd Gaudy tijdens training aangereden door een vrachtwagen. Hij overleed ter plaatse. De veldrit van Spa-Francorchamps voor beloften werd in 2016 omgedoopt tot GP Patrick Gaudy ter zijner nagedachtenis.
Bacquet · Bekaert · Brambilla · Devillers · Dewortelaer · Džervus · Flahaut · Gardeyn · Gaudy · Goovaerts · Karwowski · Mol · Ottema · Rigaux · Rosseler · Schoonbroodt · Stallaert · Takenouchi · Van Coppernolle · Vandewiele · Verwaest · Weber · Bossuyt (stagiair) · Soenens (stagiair)